# Fun'ya no Yasuhide
Fun'ya no Yasuhide (文屋康秀; ... – 885?) è stato un poeta giapponese waka del primo periodo Heian.
Fu incluso nei Rokkasen e nei Trentasei Immortali della Poesia.

## Biografia
Era un figlio di Fun'ya no Muneyuki. Suo figlio era Fun'ya no Asayasu. Si diceva che raggiunse il rango di sesto grado superiore (shorokuinoge) come funzionario del governo, ma rimase un impiegato di basso rango.
Nella prefazione in giapponese del Kokinwakashū (Kokinwakashū Kanajo) si legge: "Yasuhide usa abilmente le parole, ma queste ultime non corrispondono al suo aspetto, è come un mercante vestito con abiti eleganti". 
Cinque delle sue poesie sono incluse nel Kokinshū, e una la si trova nel Goshūi wakashū. Una delle sue poesie è stata inclusa anche nella lista antologica Hyakunin Isshu.
Ebbe una relazione con Ono no Komachi, si dice che l'avesse invitata a partire con lui quando ricevette un incarico nella provincia di Mikawa.
Si ritiene che due delle poesie di Yasuhide presenti nel Kokinshū siano state composte in realtà da suo figlio Fun'ya no Asayasu.

## Poesia
(Kokinwakashū 249)
(Kokinwakashū 8)